# Vitvingad kotinga
Vitvingad kotinga (Xipholena atropurpurea) är en fågel i familjen kotingor inom ordningen tättingar.

## Utseende och läten
Vitvingad kotinga är en 19 cm lång, tydligt tecknad kotinga med kort stjärt. Hanen har lilasvart kropp, på över- och undergump ljusare. Vingarna är vita med svarta spetsar på handpennorna. Ögonen är vitaktiga. Honan är grå ovan med en antydan av ett ljusare ögonstreck. Vingarna är mörkare med vita kanter och stjärten är sotfärgad. Undertill är den ljusgrå på strupen, mörkare vitfläckig på bröstet och gråvit på resten av undersidan. Lätena består av ljusa och ihåliga "tchíu" och ljud från vingarna i flykten.

## Utbredning och systematik
Fågeln förekommer i kustnära östra Brasilien (Paraíba till norra Rio de Janeiro). Den behandlas som monotypisk, det vill säga att den inte delas in i några underarter.

## Status och hot
Vitvingekotingan har en liten världspopulation bestående av uppskattningsvis endast 2 500–10 000 vuxna individer. Den tros också minska i antal till följd av habitatförlust. Den är därför upptagen på internationella naturvårdsunionen IUCN:s röda lista över hotade arter, kategoriserad som sårbar (VU).